# Steven Erlanger

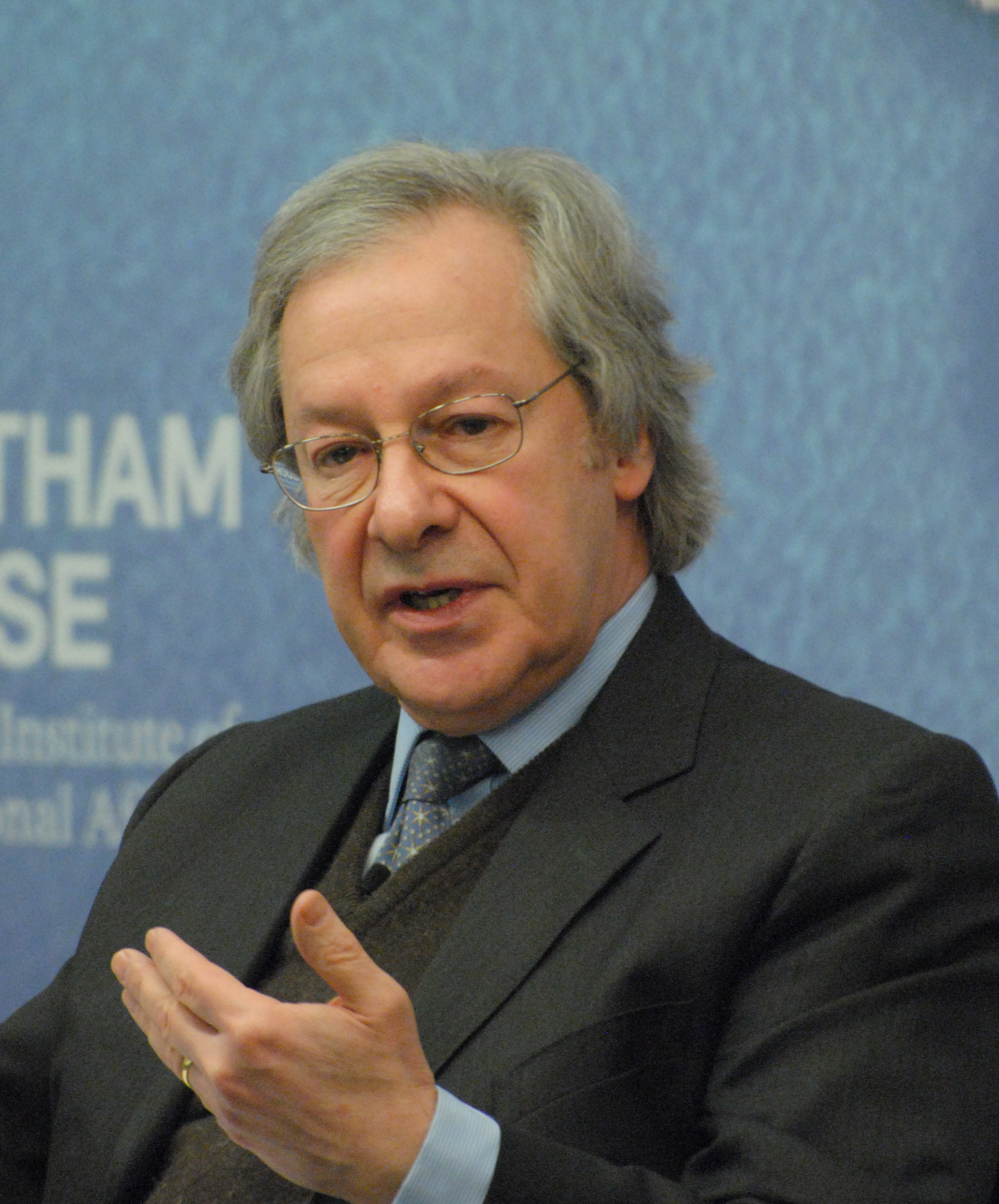
Erlanger in 2015

Steven J. Erlanger (Connecticut, 1952), is een Amerikaanse - internationaal georiënteerde - journalist, die verslaggeving deed uit meer dan 120 landen.
Momenteel is hij Hoofd Diplomatiek Correspondent in Europa voor The New York Times. 
In augustus 2017 verhuisde hij naar Brussel, na vier jaar bureauchef van het blad in Londen te zijn geweest.
Erlanger trad in dienst van de Times in september 1987.

## Carrière
Na in 1974 magna cum laude - Phi Beta Kappa te hebben behaald aan de Harvard College plus een Bachelor of Arts in politieke filosofie was Erlanger docent aan Harvard van 1975 tot 1983. Gelijktijdig was hij - beginnend in 1976 - redacteur en correspondent voor The Boston Globe, waar hij werkzaam was aan binnen- en buitenlandse bureaus. Hij deed o.a. verslag van de Iraanse Revolutie, de opkomst van Solidarnosc in Polen.
Erlanger was als Europa-correspondent van 1983 tot 1987 gevestigd in Londen.
Hij schreef voor talrijke magazines, waaronder The Spectator, The Economist, The New Republic, The Financial Times, The New Statesman, The Columbia Journalism Review, en The National Interest.
De Franse regering onderscheidde hem eind 2013 met de titel Chevalier de la Légion d'Honneur wegens bijzondere journalistieke verdiensten. 
Ook is hij gouverneur aan het Anglo-Amerikaanse samenwerkingsverband The Ditchley Foundation.
Erlanger's eerdere posten bij de Times waren:
- Metropolitan reporter (1987–1988)
- Zuid-oost Azië-correspondent en bureauchef Bangkok (oktober 1988 – mei 1991)
- Moskou-correspondent (maart 1992 – 1994) en bureauchef (mei 1994 – januari 1996)
- Chef Diplomatiek Correspondent, basis Washington (januari 1996 – januari 1999)
- Bureauchef voor Centraal Europa en de Balkan (schiereiland), basis in Praag (januari 1999 – 2001)
- Berlijn - bureauchef (augustus 2001 – 2002)
- Cultureel nieuwsredacteur (december 2002 – juni 2004)
- Jeruzalem - bureauchef (2004 – 2008)
- Parijs -  bureauchef (2008 – 2013)
- Londen -  bureauchef (2013 – 2017)
- Chef Diplomatiek correspondent voor Europa (sinds 2017)

## Onderscheidingen
- 1981 – Robert Livingston Award voor internationale verslaggeving voor een serie artikelen over Oost Europa.
- 2000 – German Marshall Fund's - Peter Weitz Prijs voor excellentie en originaliteit in verslaggeving en analyse van Europese en Trans-Atlantische aangelegenheden.
- 2001 – ASNE's Jesse Laventhol Prize for Deadline Reporting-Individual voor deadline berichtgeving in het voormalige Joegoslavië.
- 2002 - Gedeeld de Pulitzer Prize voor Verklarende berichtgeving met collega's van de The New York Times voor werk over Al Qaeda.
- 2013 – Chevalier de la Légion d'Honneur -.[1]
- 2017 – Gedeeld de Pulitzer Prize voor internationale verslaggeving over Vladimir Poetin ’s inspanningen om de Russische invloed uit te breiden.

## Privé
Erlanger is de zoon van wijlen Jay en Florence Erlanger.
Hij is gehuwd met Elisabeth Erlanger. Zij studeerde in 1970 af aan de The Taft School in Watertown, Connecticut.